# Aterigena soriculata
Aterigena soriculata là một loài nhện trong họ Agelenidae. Chúng được Eugène Simon miêu tả năm 1873.